# Покровка (Лукояновський район)
Покровка (рос. Покровка) — село в Лукояновському районі Нижньогородської області Російської Федерації.
Населення становить 191 особу. Входить до складу муніципального утворення робітниче селище ім Степана Разіна.

## Історія
Від 2009 року входить до складу муніципального утворення робітниче селище ім Степана Разіна.

## Населення
| 2002 | 2010 |
| ---- | ---- |
| 251  | ↘191 |